# Nikolai Alexejewitsch Bobrinski
Nikolai Alexejewitsch Bobrinski (russisch Николай Алексеевич Бобринский, wiss. Transliteration Nikolaj Alekseevič Bobrinskij; * 30. Märzjul. / 11. April 1890greg. in Moskau; † 28. Dezember 1964 ebenda) war ein russisch-sowjetischer Zoologe und Professor (seit 1934). Er war ein bedeutender Vertreter der Zoogeographie.

## Leben
Er war Angehöriger des russischen Adelsgeschlechtes Bobrinski. Seine Eltern waren Alexei Alexejewitsch Bobrinski (1864–1909) und Varvara Nikolajewna Lvova (1864–1940). Er studierte an der Moskauer Universität bei M. A. Menzbier. Anschließend unterrichtete er an der Staatlichen Universität Moskau (1922–1948), an der Universität Taschkent (1920–1922 und 1934–1937) sowie am Pädagogischen Institut der Oblast Moskau (1944–1960). Bobrinski arbeitete auch für das Staatliche Darwin Museum in Moskau. 1933 nahm er an einer Expedition in die Wälder Nordkasachstans teil, wo er die Fauna der dort heimischen Wirbeltiere untersuchte. 1943 promovierter ohne Dissertation. Seine Hauptwerke beschäftigen sich mit der Fauna und der Zoo- bzw. Tiergeographie der UdSSR. Die letzten Jahre seines Lebens war er wegen einer schweren Krankheit bettlägerig. Nikolai Alekseevich Bobrinsky starb im Alter von 74 Jahren in Moskau und wurde auf dem Friedhof Wostrjakowo neben den Gräbern seiner Kinder und seiner Tante Sofia Alexejewna beigesetzt.

## Werke (Auswahl)
- Зоогеография и эволюция (Zoogeographie und Evolution). Moskau / Leningrad 1927.
- География животных. Курс зоогеографии (Die Geographie der Tiere. Ein Kursbuch der Zoogeographie), 2. Auflage, Moskau 1961.
- Курс зоологии (Kursbuch Zoologie), 7. Auflage, 2 Bände, Moskau 1966.
- Животный мир и природа СССР (Fauna und Natur der UdSSR), 3. Auflage, Moskau 1967.